# Пал, Джордж
Джордж Пал (англ. George Pal), урождённый Дьёрдь Пал Марцинчак (венг. Marczincsak György Pál; 1 февраля 1908, Цеглед, Венгрия — 2 мая 1980, Лос-Анджелес, США) — венгерский и американский кинорежиссёр-мультипликатор, продюсер, связанный прежде всего с фантастическим кино.

## Биография
Родители разошлись, когда он был ещё ребёнком, воспитывался в семье деда и бабушки. Окончил Будапештскую академию изобразительных искусств по специальности «Архитектура» (1928). Не найдя работы по специальности, устроился на киностудию «Hunnia», рисовал афиши. В 1931 году переехал в Берлин, работал на студии «УФА» (до 1933 года), снимал кукольные мультфильмы. Также работал в Праге, Париже, Эйндховене, Великобритании. С 1940 года проживал в США, работал на студии «Парамаунт». При поддержке Уолтера Ланца получил гражданство США в 1940 году. До 1947 года работал в мультипликационном кино, снял более сорока кукольных фильмов. С 1948 года снимал полнометражные сказочно- и научно-фантастические игровые фильмы с элементами мультипликации, звуковыми и фотоэффектами. Сотрудничал с Рэем Харрихаузеном. Продюсировал фильмы Рудольфа Мате, Байрона Хаскина, Джорджа Маршалла. С конца 1960-х годов сотрудничал с MGM и Warner Bros.
Похоронен на кладбище Святого Креста в Калвер-Сити.

## Избранная фильмография

### Режиссёр
- 1935 — Спящая красавица (мультипликационный)
- 1936 — Синдбад (мультипликационный)
- 1942 — Здесь вырастут тюльпаны (мультипликационный)
- 1942 — Джаспер и заколдованный дом (мультипликационный)
- 1946 — Джон Генри и Инки-Пу (мультипликационный)
- 1947 — Туба по имени Тьюби (мультипликационный)
- 1958 — Мальчик-с-пальчик
- 1960 — Машина времени
- 1961 — Атлантида, погибший континент
- 1962 — Чудесный мир братьев Гримм
- 1964 — Семь лиц доктора Лао

### Продюсер
- «Место назначения — Луна» (1950, реж. Ирвинг Пайчел)
- «Когда миры столкнутся» (1951, реж. Рудольф Мате)
- «Война миров» (1953, Байрон Хаскин)
- «Власть» (1968, реж. Байрон Хаскин)

## Признание
Семь раз номинировался на премию Оскар. Получил почётный Оскар за развитие новых методов и технологий в кукольном кино (1944). Звезда в Голливудской «Аллее Славы» (1960).